# Шліхтер Сергій Борисович
Сергі́й Бори́сович Шлі́хтер (рос. Сергей Борисович Шлихтер; * 1931) — російський географ. Кандидат географічних наук.

## Біографічні відомості
Внук економіста Олександра Григоровича Шліхтера.
Закінчив Московський університет. Був науковим співробітником Інституту географії АН СРСР.
Основний напрямок наукових досліджень — географія світового господарства, транспорту та виробничої інфраструктури.

## Праці
- «Уганда. Економіко-географічна характеристика» (Москва, 1977) — у співавторстві.
- Економічна карта «Уганда» (Москва, 1982).
- «Країни, що розвиваються. Проблеми економічної та соціальної географії» (Москва, 1986) — у співавторстві.
- Навчальний посібник «Світова економіка» (Москва, 1994) — у співавторстві.
- «Географія світової транспортної системи. Взаємодія транспорту та територіальних систем господарства» (Москва, 1995).
- Курс лекцій «Світова економіка» (Москва, 1998) — у співавторстві.
- Навчальний посібник для педагогічних вишів «Географія світового господарства» (Москва, 1999) — у співавторстві.